# Siegfried von Kardorff
Siegfried Alfred Rudolf Friedrich von Kardorff (Berlino, 4 febbraio 1873 – Berlino, 12 ottobre 1945) è stato un politico tedesco.

## Biografia
Apparteneva alla nobile famiglia von Kardorff, del Meclemburgo, e suo padre era il politico Wilhelm von Kardorff. Siegfried studiò all'Università di Berlino economia e commercio e filosofia, e si schierò molto presto contro il nazionalismo e il militarismo. Entrato nel Parlamento tedesco come deputato liberale, sostenne una politica anti-guerra, ma fu piuttosto deluso dalle imposizioni degli Alleati al Trattato di Versailles, e ripiegò sul Partito Conservatore degli junker.
Appoggiò per qualche tempo Wolfgang Kapp (vedi Putsch di Kapp) e Gustav Stresemann, ma tornò poi su una politica liberale e antinazista, venendo presto espulso dal Parlamento e tagliato fuori dalla vita politica della Germania. Conobbe poi il politico Christian von Bismarck (nipote del celebre cancelliere Otto von Bismarck) e Friedrich von Prittwitz und Gaffron, oppositori del regime, entrando a far parte della cerchia dell'ammiraglio Wilhelm Canaris nell'Abwehr, pur senza prendere parte ai complotti di Hans Oster e poi di Claus Schenk von Stauffenberg. Il 6 ottobre 1944, in seguito all'attentato a Hitler del 20 luglio 1944, fu arrestato dalla Gestapo e processato dal Tribunale del Popolo, dal quale venne assolto, e von Kardorff si ritirò completamente da qualsiasi attività politica.